# Andra libyska inbördeskriget
Andra libyska inbördeskriget var en väpnad konflikt mellan sex rivaliserande organisationer som hade kontroll över delar av Libyen. Dessa rivaliserande organisationer var:
- Den internationellt erkända regeringen Representantrådet som valdes ut 2014, även känd som "Tobrukregeringen" och internationellt känt som "libyska regeringen". Denna regering har stöd från den libyska armén under general Khalifa Haftar och har fått stöd av Egyptens och Förenade Arabemiratens flygvapen.[26]
- Den rivaliserande islamistiska regeringen Libyens nya generalförsamling baserade i huvudstaden Tripoli, ledd av Muslimska brödraskapet, som stöds av den bredare islamistiska koalitionen kallat "Libya Dawn"[27][28] och med hjälp från Qatar, Sudan och Turkiet.[26][29]
- Benghazis, Dernas och Ajdabiyas revolutionära shura-råd (mujaheddinråd), som leds av Ansar al-Sharia
- Islamiska staten i Irak och Levantens libyska provinser.[30]
- Misratadistriktet som kontrolleras av lokala styrkor.
- Tuaregerna som kontrollerar sydvästra delen av Libyen.

Dessa är väpnade koalitionsgrupper som ibland bytte sida med varandra.
I början av 2014 styrdes Libyen av Libyens generalförsamling (GNC). Detta sedan valet 2012. Sedan dess hade islamistiska partier kontrollerat församlingen, utmanövrerat majoritetscentristerna och liberalerna och valde ut Nouri Abusahmain som GNC:s ordförande i juni 2013. Enligt vissa hade Abusahmain missbrukat sina befogenheter genom att undertrycka debatter och förfrågningar. I december 2013 röstade GNC att genomdriva en variant av sharialagar och beslutade att utvidga sin 18-månaders mandat med ett år fram till slutet av 2014.
Under ett kuppförsök den 14 februari 2014 uppmanade general Khalifa Haftar, som tjänade under Muammar Gaddafis tidigare regim, GNC att upplösa sig och i dess ställe bilda en expeditionsregeringskommitté för att övervaka det nya kommande valet. I maj 2014 inledde general Haftars lojala styrkor en storskalig luft- och markoffensiv under kodnamnet Operation Dignity (arabiska: عملية الكرامة; 'Amaliya al-Karamah) mot de islamistiska väpnade grupperna  Benghaz; Dernas och Adjabiyasi och mot GNC i Tripoli. I juni kallade GNC till ett nytt val för Representantrådet: islamisterna besegrades, men förkastade valresultatet.
Konflikten eskalerade den 13 juli 2014 när Tripolis islamister och Misratas milis inledde Operation Libya Dawn för att inta Tripoli International Airport från Zintans milis den 23 augusti. Kort därefter sammankallades medlemmarna ur Libyens generalförsamling, som hade förkastat junis valresultat, till Libyens nya generalförsamling och röstade sig som ersättning av det nyvalda Representantrådet, med Tripoli som deras politiska huvudstad, Nouri Abusahmain som president och Omar al-Hasi som premiärminister. Följden blev att de flesta ur Representantrådet tvingades flytta till Tobruk, alliera sig med Haftars styrkor och så småningom nominera honom som landets arméchef.
Den 6 november tillkännagav den högsta domstolen i Tripoli, som domineras av nya GNC, att Representantrådet var upplöst. Representantrådet avvisade dock denna dom.
Den 16 januari 2015 kom fraktionerna Operation Dignity och Libyen Dawn överens om ett eldupphör. Landet leds nu av två separata regeringar, med Tripoli och Misrata som kontrolleras av styrkor lojala till Libya Dawn och nya GNC i Tripoli, medan det internationella samfundet erkänner Abdullah al-Thanis regering och dess parlament i Tobruk. Benghazi förblir omtvistat mellan Haftars styrkor och radikala islamister.
Den 15 februari släppte ISIL i Libyen en video som visade en halshuggning av 21 egyptiska koptiska kristna som gruppen tidigare tillfångatog i Sirt. Som svar utförde Egyptens myndigheter flyganfall mot ISIL i Libyen.